# 圭

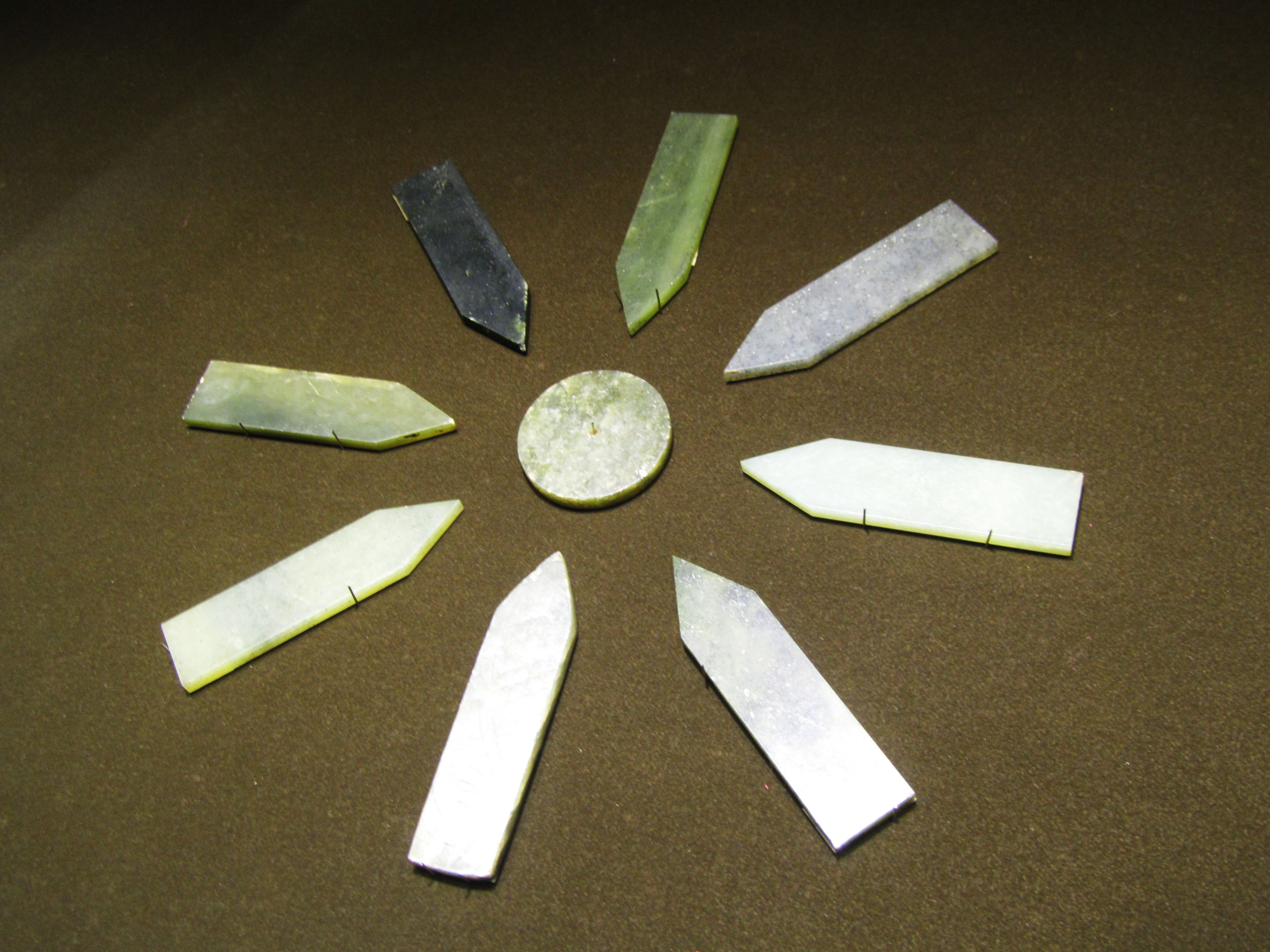
咸阳博物馆藏汉代玉圭

圭，為中國古代用來祭祀之玉器（上尖下方）、瑞器、禮器，為官位最高者所執。在玉器中，主祭東方。皇帝的圭稱為鎮圭，正面刻有描金四山纹，分上下左右排列，象征东南西北四镇之山，表示“江山在握，安定四方”之意。朝鮮半島、越南、琉球也有以圭為禮器。

## 形象
東亞國家天子執圭形象：

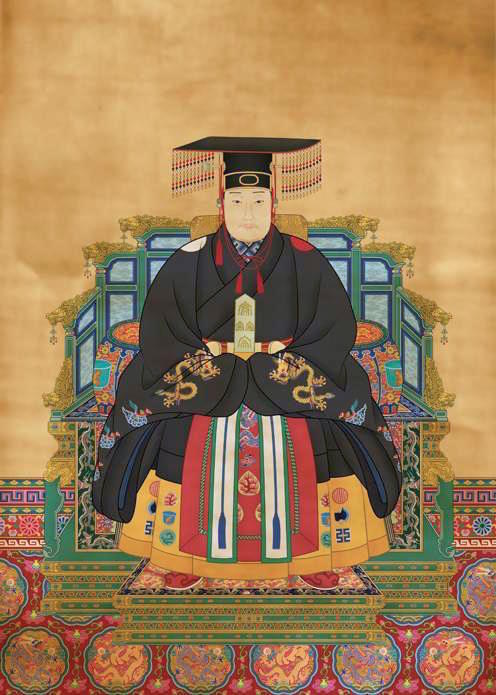
明朝神宗
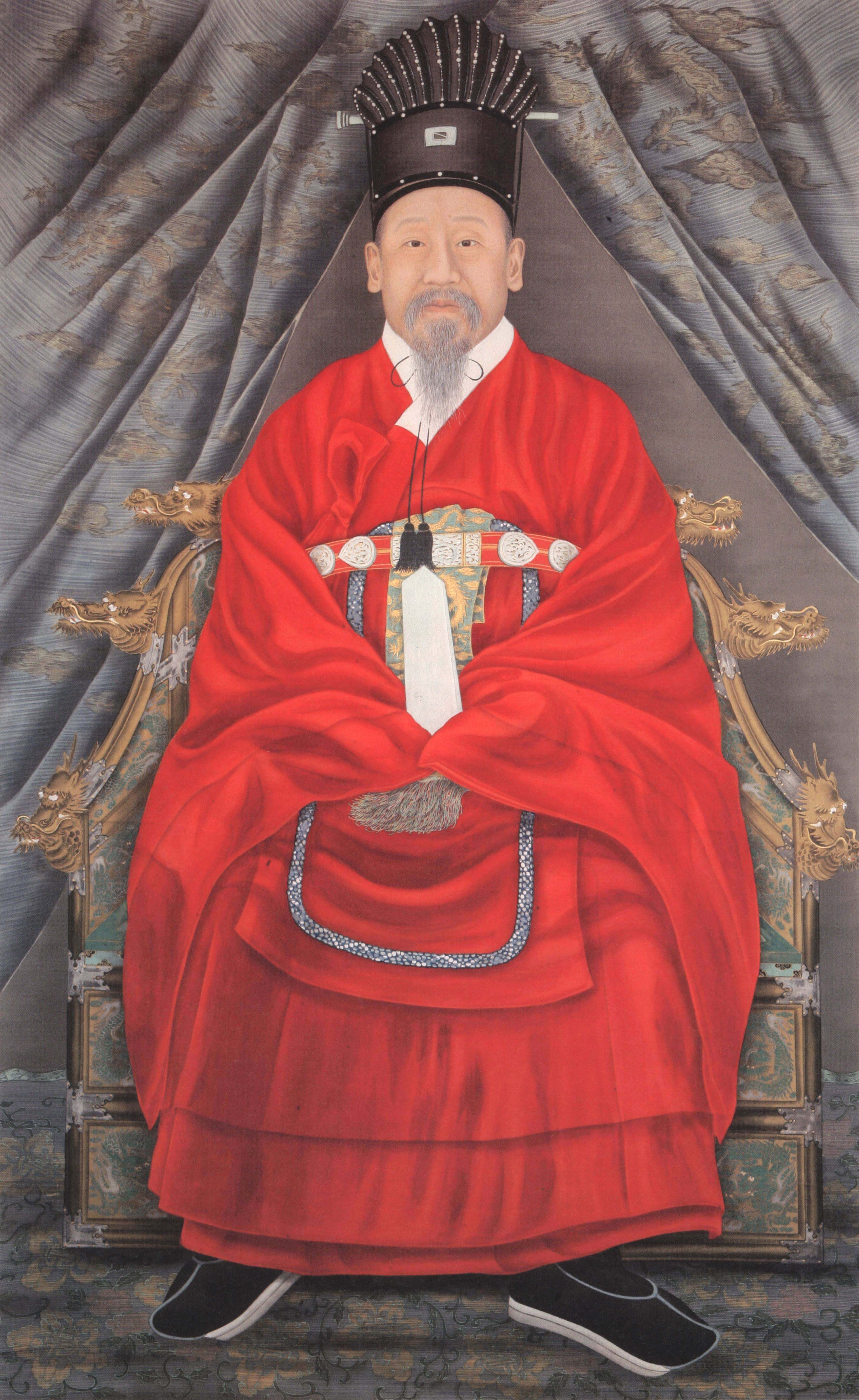
朝鲜王朝高宗